# 25744 Surajmishra
25744 Surajmishra è un asteroide della fascia principale. Scoperto nel 2000, presenta un'orbita caratterizzata da un semiasse maggiore pari a 2,3446042 UA e da un'eccentricità di 0,1851895, inclinata di 5,47643° rispetto all'eclittica.